# الکسیس ماچوکا
الکسیس ماچوکا (انگلیسی: Alexis Machuca؛ زادهٔ ۱۰ مهٔ ۱۹۹۰) بازیکن فوتبال اهل آرژانتین است.
از باشگاه‌هایی که در آن بازی کرده‌است می‌توان به باشگاه فوتبال نیولز اولد بویز اشاره کرد.
وی همچنین در تیم‌های ملی فوتبال Argentina U-17 و زیر ۲۰ سال آرژانتین بازی کرده‌است.